# Oxalis magnifica
Oxalis magnifica är en harsyreväxtart som först beskrevs av Joseph Nelson Rose, och fick sitt nu gällande namn av Paul Erich Otto Wilhelm Knuth. Oxalis magnifica ingår i släktet oxalisar, och familjen harsyreväxter. Inga underarter finns listade i Catalogue of Life.